# Pax Hispanica

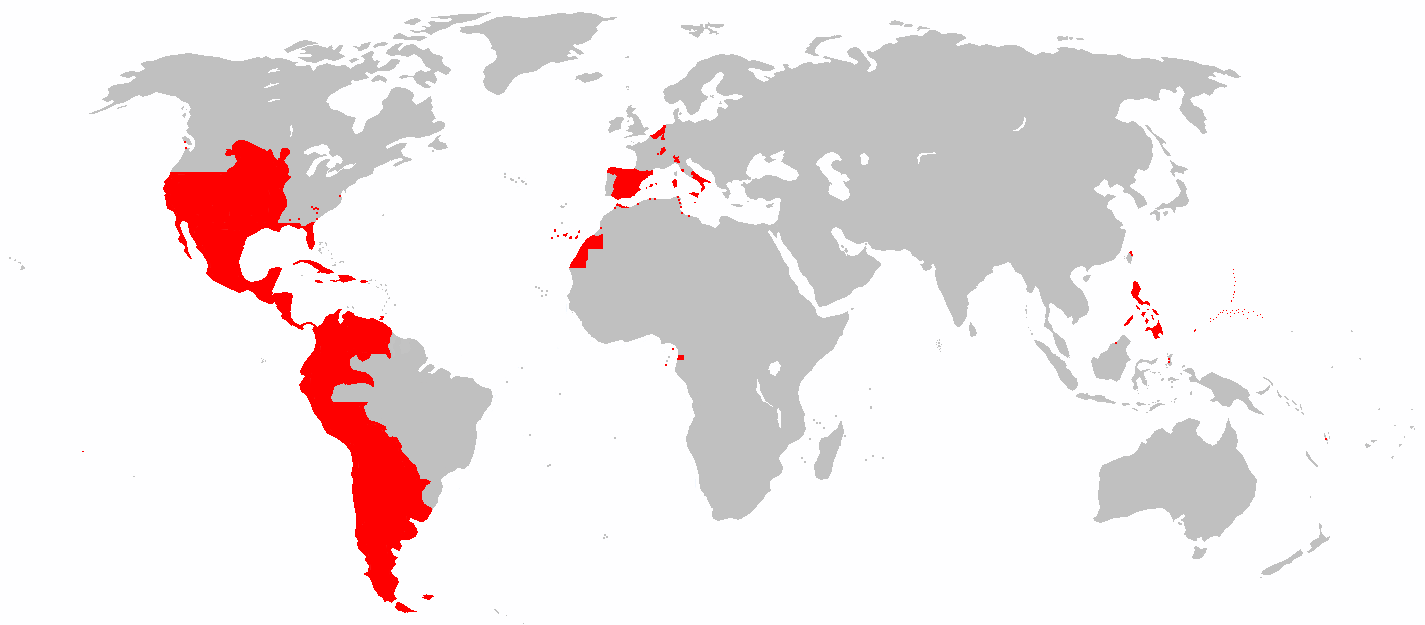
Колониальная испанская империя в период наивысшего рассвета.

Pax Hispanica — период относительной стабильности и превосходства Испанской империи, отмеченный колониальными завоеваниями в Южной и Северной Америке и фактической гегемонии Испании.
Периодом доминирования Испанской империи обычно выделяют временной отрезок с 1598 по 1621 годы (это примерно соответствует периоду правлению Филиппа III). В этот период Испания стабилизировала внутреннюю ситуацию и вышла из европейских религиозных войн, подписав мир с Францией, Англией и Голландией.
Мир был подписан на нескольких договорах:
- 1598 — Вервенский мир, который положил конец участию Испании в религиозных войнах во Франции.
- 1604 — Лондонский договор, завершивший почти 20-летнюю англо-испанскую войну. Договор был подписан на условиях, в значительной мере выгодных Испании.
- 1609 — Двенадцатилетнее перемирие, приостановившее войну в испанских Нидерландах.
- 1610 — Смерть французского короля Генриха IV, давнего врага Испании.

Данный период также именуется Золотым веком Испании. Он начался с основания Испанией своей колониальной империи при правлении Изабеллы I и Фердинанда II, продолжился при правлении Габсбургов Карле I, Филиппе II, Филиппе III и Филиппе IV. При Габсбургах отмечался отказ от применения силы как части испанской колониальной политики и всё большее вовлечение в религиозные войны.
При Филиппе II Испания стала практически великой державой, но была вовлечена в конфликты с французами, англичанами и голландцами. В 1579 году был основан Утрехтский союз после завоевания Испанией голландских провинций. Уже в следующем году Испания основала личную унию с Португалией, создав тем самым Иберийскую унию и объединив Пиренейский полуостров. Но после захвата Остенде голландцы начали активную борьбу за независимость, добившись её при Филиппе III.
Испания сохраняла мир ещё 9 лет, когда закончилось Двенадцатилетнее перемирие. Мир закончился после вступления Испании в Тридцатилетную войну, поскольку Фердинанд II (император Священной Римской империи) был вынужден обратиться к своему племяннику Филиппу IV, королю Испании.